# Фін Андерсен
Фін «karrigan» Андерсен (нар. 14 квітня 1990) — датсько-німецький професійний гравець Counter-Strike: Global Offensive та Counter-Strike, який грає на позиції капітана та вступного фрагера у FaZe Clan.

## Кар'єра
Розпочав свою професійну кар'єру в 2006 році, ще коли грав у Counter-Strike
В 2010 його підписали mousesports, гравця який виконував роль Авапера, з роками він ставав ще кращим гравцем та грав у найсильніших командах.
Останні пару місяців провів у Fnatic, щоб перейти до Counter-Strike: Global Offensive.
Незабаром він перейшов до своєї колишньої команди, mousesports, зіграв пів року, перш ніж уклав контракт з fnatic.
Після кількох випробувань він приєднався до команди Dignitas, який трохи пізніше став Team SoloMid. Хоча команда навколо IGL karrigan ще не знала цього, вони збиралися формувати найуспішнішу команду в історії CS: GO.
В склад цієї команди ввійшли гравці: duupreeh, Xyp9x, device, cajunb та сам karrigan, лягли в основу Astralis, яку ми знаємо по цей день, але через рік його замінили на гравця gla1ve.
Після того як його замінили, він перейшов в FaZe Clan. Через два роки в FaZe, він перейшов в команду «Envy».
В 2019 році він підписав контракт з mousesports, пройшло 6 років з моменту останнього контракту з цією командою.
Але з 2021 року Фін наважився на наступний крок у своїй кар'єрі. Його підписав колишній роботодавець FaZe і доповним склад гравцями «rain», Twistzz, coldzera та broky.